# Hoplojana purpurata
Hoplojana purpurata is een vlinder uit de familie van de Eupterotidae. De wetenschappelijke naam van de soort is voor het eerst geldig gepubliceerd in 1920 door Wichgraf.